# Jaime López-Sanz
Jaime López-Sanz es un profesor universitario venezolano, enseñando en la Universidad Central de Venezuela por varias décadas. Fue codiseñador del plan de estudios curriculares de la Escuela de Letras tras la Renovación en 1969, y ha sido director del Departamento de Literatura y Vida. También ha sido traductor en la editorial Monte Ávila. En 2021, estudiantes de la UCV elevaron denuncias de acoso sexual por López-Sanz ante las autoridades universitarias.

## Carrera
Jaime López-Sanz ha sido profesor de literatura por más de cuatro décadas en la Escuela de Letras de la Universidad Central de Venezuela (UCV). En la universidad fue codiseñador del plan de estudios curriculares de la Escuela de Letras tras la Renovación en 1969, y ha sido director del Departamento de Literatura y Vida.
Ha dado clases en el Centro de Estudios Junguianos en Caracas, trabajó en el Departamento de Educación del Museo de Bellas Artes de Caracas, en el Decanato de Estudios Generales de la Universidad Simón Bolívar, y en el Banco del Libro, además de como traductor en la editorial Monte Ávila. También ha organizado pequeños grupos de lectura y de discusión en psicología y en literatura. Entre sus trabajos académicos se encuentra el análisis al escritor venezolano Rómulo Gallegos y a su novela Doña Bárbara.
En 1991 la editorial Monte Ávila publicó su traducción del libro Los dioses de los griegos (1999), del académico húngaro Károly Kerényi, con prólogo de Luis Alberto de Cuenca. También fue incluido en la recopilación "Veintisiete Nuevos Poetas Venezolanos".
En el 2021, en medio de varias denuncias de abuso sexual en redes sociales y el movimiento del #MeToo en Venezuela, estudiantes de la Escuela de Letras de la UCV se organizaron y elevaron denuncias de acoso sexual por López-Sanz ante el Consejo Universitario. Jaime continuó siendo profesor en la casa de estudios, y en 2025 se le asignó una nueva materia para impartir. La decisión fue criticada por la comunidad universitaria, la cual expresó frustración e indignación por la falta de acción por parte de las autoridades de la UCV, y las estudiantes tomaron la decisión de no inscribirse a la asignatura, la cual posteriormente tuvo que ser cerrada.

## Vida personal
En abril de 2023 a López-Sanz se le diagnosticó cáncer de próstata. Tras el diagnóstico se inició una campaña de crowdfunding para cubrir los gastos relacionados.

## Obras
- Los dioses de los griegos (1991, traducción, Monte Ávila Editores)[7]
- Antología de jóvenes poetas de Aragua, Carabobo y Miranda (1978)
- Cabeza del músico (1973)